# 다리의 피부 신경분포

하지(다리)

발

다리의 피부 신경분포(cutaneous innervation of the lower limbs) 또는 하지의 피부 신경분포는 특정 피부 신경을 통해 하지 피부(발 포함) 부위에 공급되는 신경을 말한다.

## 같이 보기
- 분절 신경분포
- 상호 신경지배
- 신경해부학에 대한 해부학 용어
- 하지 (해부학)